# Zelený mys

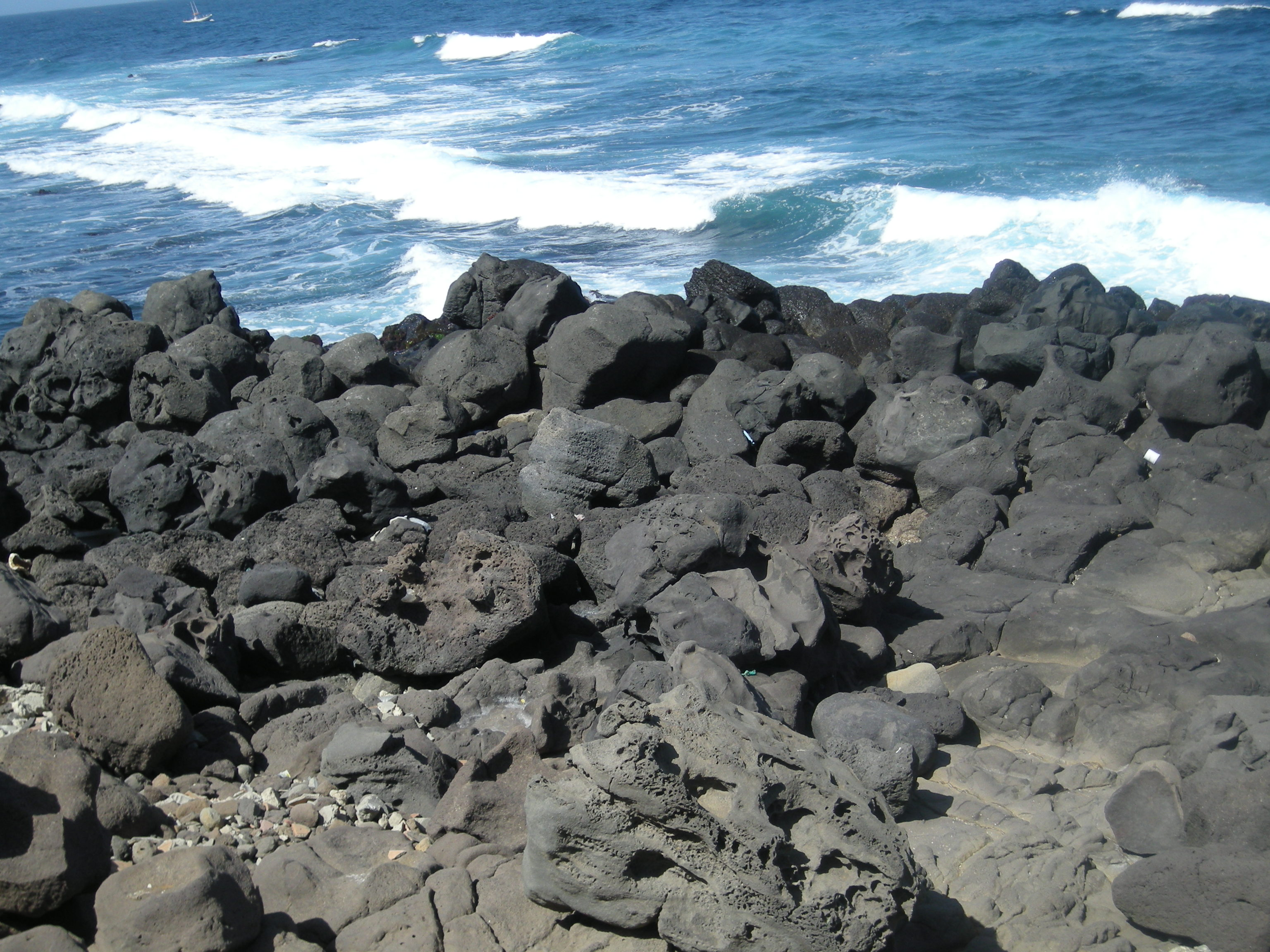
Čedičové kameny charakteristické pro Zelený mys

Zelený mys (francouzsky Presqu'île du Cap-Vert) je místo, které představuje nejzápadnější výběžek africké pevniny. Leží v Senegalu na okraji jeho hlavního města Dakaru (čtvrť Ngor) u Atlantského oceánu na 14°44′41″ s. š., 17°31′13″ z. d.. Nachází se zde přístav obrácený směrem k ostrovu Gorée.
V roce 1445 sem připlul portugalský mořeplavec Dinis Dias a mys pojmenoval portugalsky Cabo Verde „Zelený mys“. Podle něj pak byl pojmenován stát Kapverdy na stejnojmenném přilehlém souostroví v Atlantském oceánu, který se dříve česky nazýval také Ostrovy Zeleného mysu.

## Ostatní nejzazší mysy Afriky na pevnině
- Mys Hafun – nejvýchodnější bod Afriky
- Střelkový mys – nejjižnější bod Afriky
- Mys Angela – nejsevernější bod Afriky